# François Lamore
François Lamore est un artiste franco-américain né en 1952 à Washington DC.
Il vit en France depuis 1977.

## Biographie
François Lamore est né en 1952 à Washington DC. d'un père américain et d'une mère française. Il a un frère jumeau, Jean Lamore, qui est sculpteur.

Il commence la peinture et le dessin à l'adolescence. Après des études de littérature et de philosophie en France, il poursuit ses études au Kansas City Art Institute. 

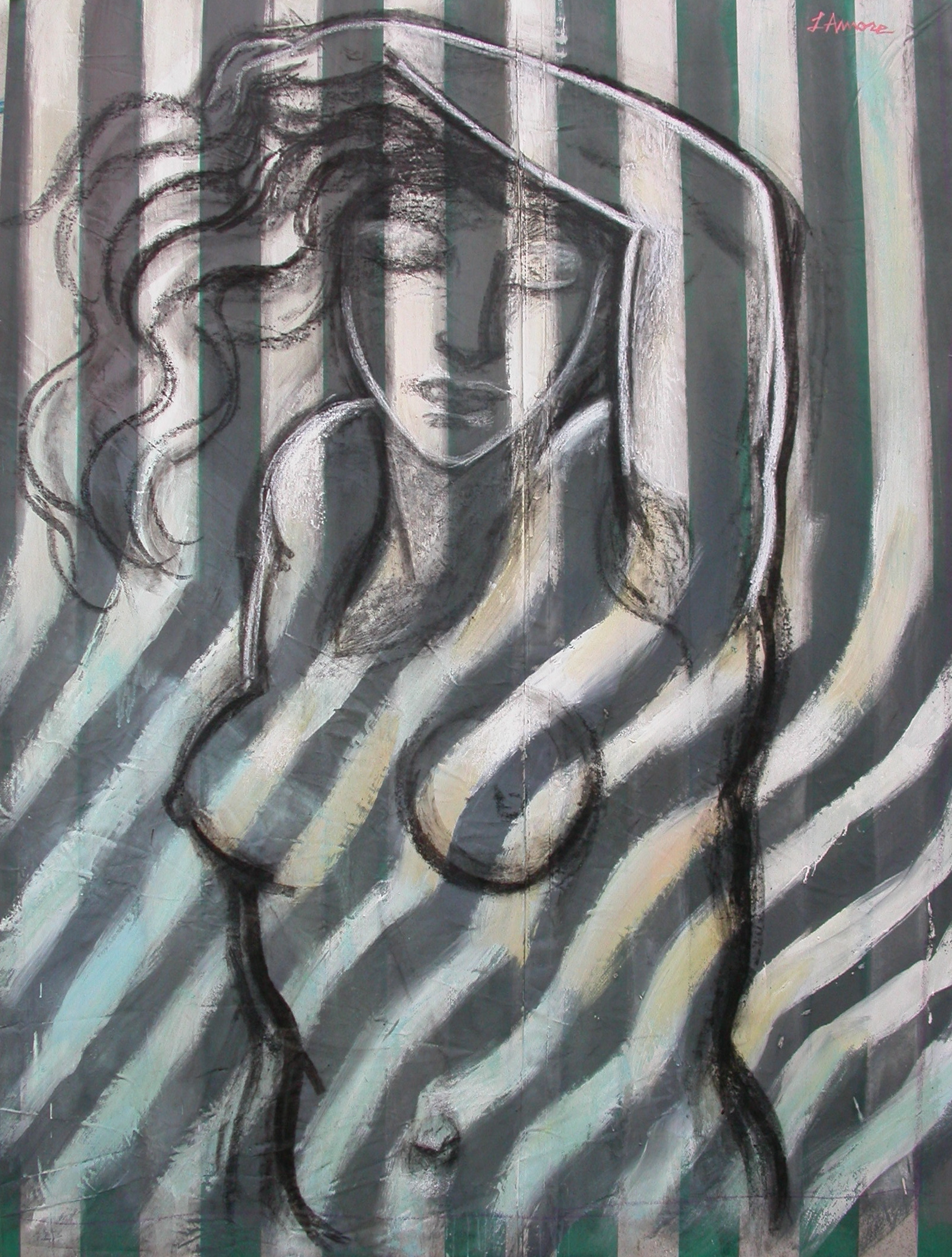
Fine Structure Constant 1996

L'artiste établit d'abord son atelier au Tholonet puis à Marseille et enseigne la peinture à Aix en Provence. Il rencontre André Masson qui l'introduit à la poésie et à la littérature, ainsi que Diégo Giacometti et Jean Hélion.

Entre 1980 et 1987, François Lamore partage son atelier avec son frère en région parisienne dans un vaste entrepôt abandonné de spiritueux. Leur atelier réunit autour d'eux une communauté artistique internationale. Parmi eux, le cinéaste Éric Rohmer et la soprano Jessye Norman. François et Jean travaillent occasionnellement en duo, notamment lors de la Biennale de Venise de 1986. 

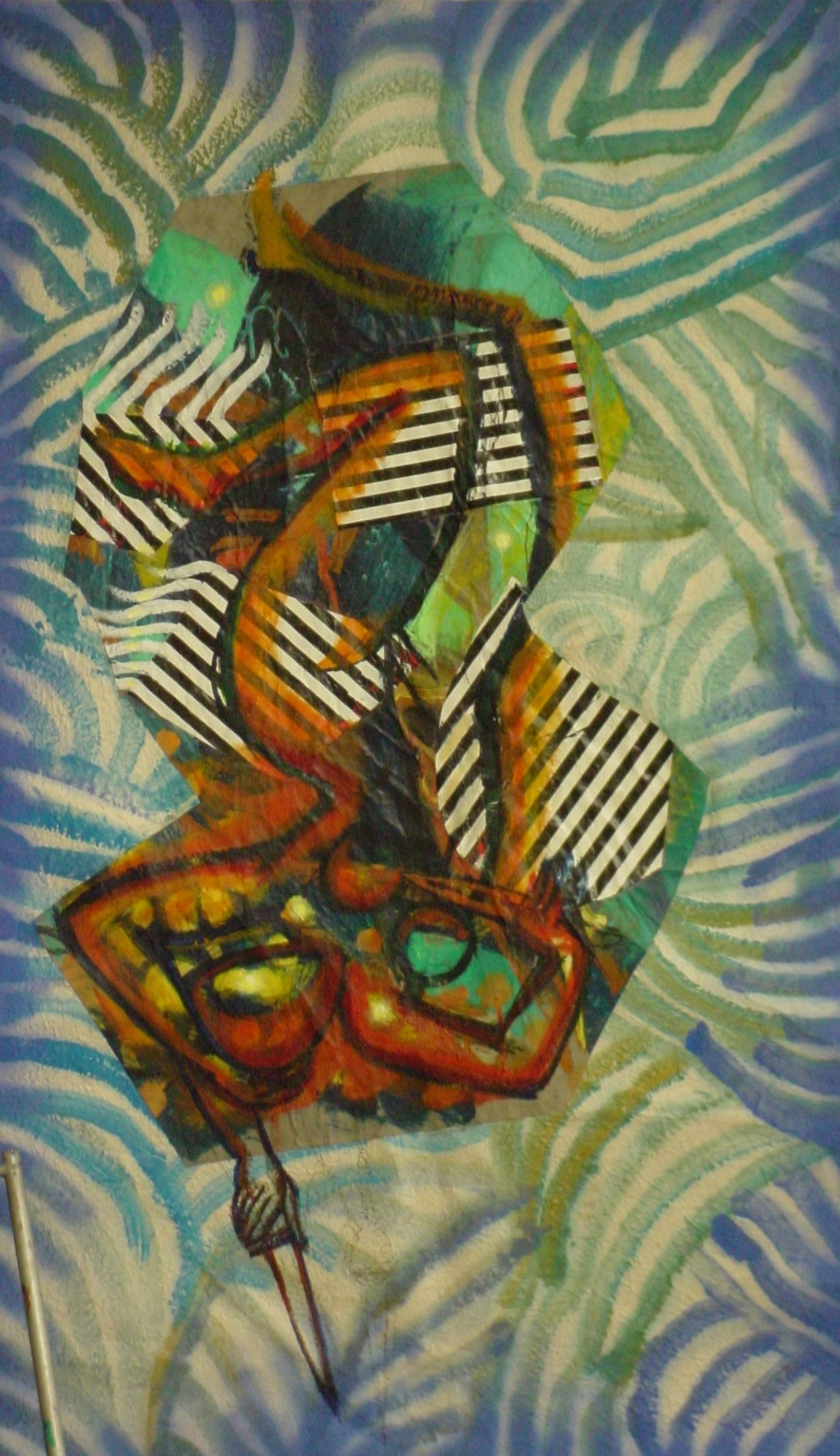
Fine Structure Constant 2004

Les années 80 sont marquées par plusieurs expositions collectives en France et à l'internationale portant sur la scène française contemporaine: Jean Dégottex, Hans Hartung, Yves Klein, Pierre Klossowski, Martial Raysse, mais aussi Jean Hélion, Daniel Buren, Bertrand Lavier, Christian de Portzamparc, Jean Nouvel et Ieoh Ming Pei.
En 1995, le groupe Montblanc inaugure l’exposition Time and Metamorphosis, 70 œuvres sur papier de l'artiste.
L'artiste crée des décors et des costumes pour l'opéra et le ballet.
Il apparait dans Conte de Printemps d'Eric Rohmer aux côtés d'Hugues Quester et Anne Teyssèdre.
A partir des années 90, l'artiste effectue plusieurs voyages à l'international, notamment au Japon mais surtout au Proche-Orient, en Syrie et au Liban. Il développe ses premiers écrits : une pièce de théâtre Noh moderne à l'invitation du maitre Nô Naohiko Umewaka, des recueils de poème illustrés ainsi que des recueils de peintures et de poésie.
Parlant couramment le français, l'anglais, l'italien et l'arabe, l'artiste poursuit au Moyen-Orient des travaux de traduction en collaboration avec les poètes Ansi el-Hajj et Salah Stetié dont il illustre plusieurs recueils. Il traduit également le poète palestinien Mahmoud Darwish et le poète irakien Badr Shakr al Sayyab à la demande de la revue anglophone Franck International.
Ses peintures, sculptures, et installations sont présentes dans de nombreuses collections publiques et privées en France, au Liban, en Allemagne, en Italie et au Japon.

## Œuvre
L'oeuvre de François Lamore intègre plusieurs techniques (acrylique, peinture sur velours, gouache, aquarelle...) et diverses pratiques (peinture, sculpture, installations).
Féru de philosophie orientale, passionné par la biologie, les sciences naturelles et la physique, l'artiste nourrit aussi son oeuvre de sa connaissance de l'histoire de l'art ancien, classique et moderne, permettant la co-habitation de plusieurs périodes temporelles dans ses tableaux et différents systèmes sémantiques. A ce sujet, le critique d'art Gérard-Georges Lemaire parle de "théâtralité de la mémoire".
Son travail entre abstraction et figuration déploie des paysages symboliques où se mêlent figures hybrides, nature luxuriante et machines modernes tour à tour bienfaisantes ou menaçantes qui évoquent de façon détournée l'action de l'homme sur la nature et mobilisent la notion de "participatory landscape": l'idée que ses paysages possèdent différentes clés de lecture et évoluent selon le point de vue du spectateur, proposant à chaque fois une expérience renouvelée.
Les questions liées à la connexion entre l'homme et la nature font partie de ses thèmes de prédilection. Il est membre du jury du festival du film sur l’environnement et de la biodiversité de l’UNESCO en 1993. La métamorphose et la tératologie sont également présents dans ses oeuvres, notamment à travers le motif récurrent de l'imago, homme augmenté au dernier stade de son développement.
Son travail est marqué par une recherche poussée sur la couleur, l'utilisation d'une "gamme précise et insolite" qualifiée "d'outrance chromatique" par le critique d'art Gérard-Georges Lemaire.

## Réception critique
"L’œuvre de François Lamore ouvre un dialogue entre les différentes périodes historiques et culturelles. Les frontières s’abaissent et créent un maillage entre passé, présent et avenir. Du point de vue de l’artiste, l’Histoire n’est pas linéaire, de nombreux signes et symboles s’entrecroisent, se juxtaposent et cohabitent. Chaque œuvre reflète un tout, offrant une sorte de rébus auquel chacun est libre d’apporter son interprétation et sa propre introspection."

## Expositions personnelles
- 1982 - Galerie Michel Allenson, Paris[7].
- 1983 - Exposition dans le Cloître Saint Louis, pour le récital de Jessye Norman, Aix-en-Provence France.
- 1985 - Galerie Trans/form, Paris et Galerie Nikki Marquardt, Paris.
- 1986 - Galerie Dario Boccara, Paris.
- 1987 - Exposition de dessins aux éditions "Il Quadrante", Turin[7].
- 1990 - Galerie Charles Sablon, Paris et Galerie Hasumi, Paris et Tokyo.
- 1991 - Galerie Alpha-Cubic, Tokyo et Art et Amour, Librairie du Centre Georges-Pompidou avec Jean Lamore, Paris.
- 1992 - Galerie Lavigne, Bastille, Paris[7].
- 1994 - Zürich-Zaïre au Café Lindter Gallery Harsburg-Hamburg,
- 1995 - Time and Metamorphoses à Paris, Tokyo, Berlin, New York, Rome, Hong Kong.
- 1996 - Paysages de nuit, Galerie Artentête, Paris.
- 2000 - Galerie Maeght, Barcelone et Galerie Mabel Semler, Paris.
- 2003 - Éditions Geuthner, Paris.
- 2010 - Workschau, Pier One, Francfort, Allemagne.
- 2013 -  Random Synchronicity, Art Factum Gallery, Beyrouth, Liban
- 2017 - Sources, Galerie Maeght, Paris
- 2024 - Noces de l'Hydre, Galerie Maeght, Paris

## Expositions collectives
- 1984 - Confrérie Saint Luc, Galerie Trans/form, Paris.
- 1985 -  "Les cafés littéraires", Galerie du Jour, Paris et "Faunes et Nymphes", Galerie du Jour, Paris et  Les piliers de la Coupole, La Coupole, Paris.
- 1986 - 25 ans d'art en France, Centre national d'art contemporain, Villa Arson, Nice France et Aperto de la Biennale de Venise et l'Arte in Francia, Venise et au Palazzo reale, Milan.
- 1987 - À propos du dessin, Galerie Maeght, Paris et Milan, aux côtés de Cucchi, Gasiorowski, Kounellis, Mario Merz, Eduardo Chillida, et Malcolm Morley.
- 1988 - Abitare il tempo, Vérone Chicago et Art Fair, Galerie Maeght, Paris.
- 1989 - Saturne, Museo Pablo Gargallo, Saragosse Espagne.
- 1990 - Exposition au Palais de la civilisation Italienne, Rome.
- 1992 - Foire de Bâle pour URDLA, Bahia Bianca, Santa Fe, Cordoba, Mendoza et Association Renoir, Essoyes.
- 1978-1996 - Une anthologie, URDLA, Villeurbanne France.
- 1997 - Musée des Beaux Arts de Caen.
- 1998 - Théorie des Cafés, Musée d'Art Contemporain, Bogota, Colombie, Bahia Blanca, Santa Fe, Cordoba, Mendoza
- 2004 - DUOS, Galerie Maeght, Pairs.
- 2012 - Corps et Nus des années 40 à aujourd'hui, Galerie Maeght, Paris.
- 2013 - Salah Stétiéh et les Peintres, Musée Paul Valery, Sète France.
- 2013 - Dubai Design avec Art Factum Gallery de Beyrouth.
- 2014 - Art Dubaï, Dubaï Group Show, Art Factum Gallery, Beyrouth.
- 2015 - Bronzes, Galerie Maeght.
- 2017 - Gravures, Galerie Maeght.
- 2018 - Œuvres sur papier, Galerie Maeght
- 2018-2019 - Peinture et poésie, Musée Paul Valery, Sète France.
- 2025 - Dessins, Galerie Maeght, Paris.

## Sélection de recueils de poèmes publiés
- Isotopes, ed. Art 1 Fact, Paris 1996
- Sky Fang, ed. Arte, Maeght, Paris, 1999
- Les Doigts, Salah Stétié avec deux eaux-fortes de François Lamore, ed. Arte, Maeght, 1999
- In Time Eat/Nine, Mosaic Press, New York, Toronto, 2002.